# تپه قرا گل شماره ۲
تپه قرا گل شماره ۲ مربوط به دوره اشکانیان - سده‌های اولیه و میانه دوران‌های تاریخی پس از اسلام است و در شهرستان کبودرآهنگ، بخش مرکزی، دهستان سرداران، شرق روستای قراگل واقع شده و این اثر در تاریخ ۷ اسفند ۱۳۸۶ با شمارهٔ ثبت ۲۱۶۷۵ به‌عنوان یکی از آثار ملی ایران به ثبت رسیده است.